# Ion Bârloiu
Ion Bârloiu (n. 10 martie 1952, comuna Dâmbovicioara, județul Argeș) este un general român, care a îndeplinit funcția de comandant al Corpului 1 Armată Teritorial (fosta Armată 1) (1 octombrie 2006 - 15 noiembrie 2007).

## Biografie
Ion Bârloiu s-a născut la data de 10 martie 1952, în comuna Dâmbovicioara (județul Argeș). A absolvit Școala Militară de Ofițeri Activi de Tancuri din Pitești (1974), Academia de Înalte Studii Militare, secția arme întrunite, din București (1982) și un curs postacademic la București (1990). 
Ulterior, a urmat un curs intensiv limba rusă și pregătire operativ - strategică (București, 1990), un curs de perfecționare de limba franceză (București, 1997), un curs intensiv de cunoaștere a limbii engleze (București, 1999), un curs de limba engleză (Canada, 2003). A obținut în anul 2006 titlul academic de doctor în științe militare. 
După absolvirea Școlii de ofițeri, a îndeplinit funcțiile de comandant pluton și companie (1974-1980), șef al cercetării la Regimentul Mecanizat (1982-1983), șef de stat major la Regimentul Mecanizat (1983-1985) și ofițer de stat major în secția planificare și pregătire operativă a Direcției Operații din Statul Major General (1985-1992).
În anul 1992 este numit în funcția de șef de stat major la Brigada 7 Tancuri, apoi devine comandant al aceleiași brigăzi (1996-1998). După un stagiu în Statul Major al Forțelor Terestre, ca șef al serviciului personal și mobilizare și șef al serviciului operații, revine la conducerea operativă în calitate de comandant al Brigăzii 282 Mecanizate (2000-2001), locțiitor al comandantului Comandamentului 2 Operațional (fosta Armată a II-a) (2001-2002), locțiitor al comandantului (2002-2006) și comandant (1 octombrie 2006 - 15 noiembrie 2007) al  Corpului 1 Armată Teritorial din București (fosta Armată 1).
A fost înaintat la gradele de general de brigadă (cu o stea) la 25 octombrie 2000  și general-maior (cu două stele).
Începând din data de 15 noiembrie 2007 îndeplinește funcția de locțiitor al șefului Statului Major al Forțelor Terestre. 
Generalul Bârloiu este căsătorit și are 2 copii.  

## Distincții
De-a lungul carierei sale militare, generalul Bârloiu a primit următoarele distincții:
- Medalia "Meritul Militar" cls. III, II, I;
- Ordinul "Meritul Militar" cls. III, II, I;
- Ordinul Național "Steaua României" în grad de cavaler.